# 蒋大国
蒋大国（1948年12月—），女性，湖北随州人。1970年加入中国共产党。中华人民共和国政治人物，华中师范大学毕业，在职研究生学历。

## 生平
历任共青团湖北省委副书记、省青联副主席、主席；湖北省民族宗教事务局副局长、省台办副主任、省妇联主席；中共鄂州市委副书记、代市长、市长；省劳动和社会保障厅厅长等职。2003年1月当选湖北人民政府副省长，2008年1月当选湖北省人大常委会副主任，2012年1月辞职。